# Кінана
Кінана (дав.-гр. Κυνάνη, Κύνα, лат. Cynane, Cynna; бл. 358 — 323 до н.е.) — ілірійська принцеса, що загинула в бою. Єдинокровна сестра Александра Великого, дочка македонського царя Філіппа II та дарданської княжни Аудати. 

## Біографія
Аудата в іллірійських звичаях вчила дочку верховій їзді, полюванню та військовій справі. Поліен писав, що Кінана в зіткненні з іллірійцями власною рукою вбила їх королеву Карію і розбила військо. Батько видав Кінану в шлюб з племінником Амінтою, сином загиблого царя Пердікки III, від якого вона народила дочку Адею, пізніше перейменовану в Еврідіку. Александр Великий, як тільки прийшов до влади в 336 році до н. е., негайно стратив Амінту як можливого претендента на трон, зробивши сестру вдовою. Наступного року він обіцяв її руку агріанському цареві Лангару, але останній раптово помер.
Не вступивши в другий шлюб, Кінана присвятила себе вихованню та військовому навчанню доньки Еврідіки. Коли Філіпп Аррідей, незаконний син її батька, був обраний царем у 323 році до н. е., Кінана вирішила видати за нього дочку, хоча раніше пообіцяла її руку діадоху Пердіккі. Всупереч запереченням намісника Македонії Антипатра, Кінана виїхала за межі Македонії.
Роздратований вчинком Кінани, Пердікка вислав свого брата Алкету з військом, який перехопив Кінану після перетину Геллеспонту. Згідно з античним письменником Поліеном, горда Кінана воліла славної смерті в бою ніж життя простої людини, позбавленої царського достоїнства. Джерела не повідомляють подробиць загибелі Кінани.
Смерть Кінани викликала обурення в армії Пердікка, і він змушений був погодитись на шлюб Еврідіки з Філіппом Аррідеєм. Пізніше, в 316 році до н. е., діадох Кассандр перепоховав прах Кінани в царському склепі в Егах (сучасна Вергіна в Греції). Загибель Кінани також стала одним із приводів, щоб правитель Македонії Антипатр почав війну проти Пердікки, відкривши епоху війн діадохів.
Відзначена на Поверсі спадщини Джуді Чикаго.